# Змушений убивати
Змушений вбивати (англ. Forced to Kill) — американський бойовик 1994 року.

## Сюжет
Джонні дуже хороший боєць. Шериф Вілсон хоче, щоб той змагався в незаконних боях без правил. Таким чином шериф викрадає Джонні і змушує його стати бойовою машиною.

## У ролях
- Корі Майкл Юбенкс — Джонні
- Майкл Айронсайд — шериф Вілсон
- Ренс Говард — Ранс
- Карі Вітман — Хезер
- Дон Свейзі — Дуейн
- Мікі Джонс — Ніл
- Клінт Говард — бродяга
- Карл Кіарфаліо — Карл
- Синтія Блесінгтон — Керрі
- Алан Гельфант — Марті
- Брайан Ейврі — Warden Дональдсон
- А.Дж. Трешер — таксист
- Том Болджер — гангстер 1
- Коул С. МакКей — гангстер 2
- Аль Вайатт мол. — водій фургона
- Лі МакЛафлін — бармен
- Джефф Данофф — бородань
- Коттон Грей — рибалка
- Девід Роуден — будівельник 1
- Філ Калотта — будівельник 2
- Стів Вандеман — будівельник 3
- Роджер Кірц — будівельник 4
- Джейк Копасс — людина у відбілювачі
- Джозеф Галло — гравець 1
- Артур Р. Ботам — гравець 2
- Тім Шорт — Wardens Fighter